# Château de Chabrot
Le château de Chabrot est un château situé sur la commune de Montbron, dans le département de la Charente.

## Localisation
Le domaine du château de Chabrot est situé au bord de la Tardoire au nord-est de la ville de Montbron, et il est distant de 100 m seulement du château de Ferrières, situé plus en aval.

## Historique
Le château de Chabrot est composé d'un logis édifié au XIVe siècle, et d'un donjon circulaire isolé bâti à la même époque. Le manoir présente schématiquement un corps de logis de plan rectangulaire, coiffé d'une haute toiture en tuiles plates, et de tourelles cylindriques qui flanquent ses angles.
Son donjon médiéval a été restauré et réhabilité en 2012.
Il fut la propriété de la famille du Rousseau, et entre autres de Jean Gédéon du Rousseau de Chabrot, qui fut maire de Montbron en 1790.
Le monument fait l’objet d’une inscription au titre des monuments historiques depuis le 12 octobre 1973.